# Christoph Nonn

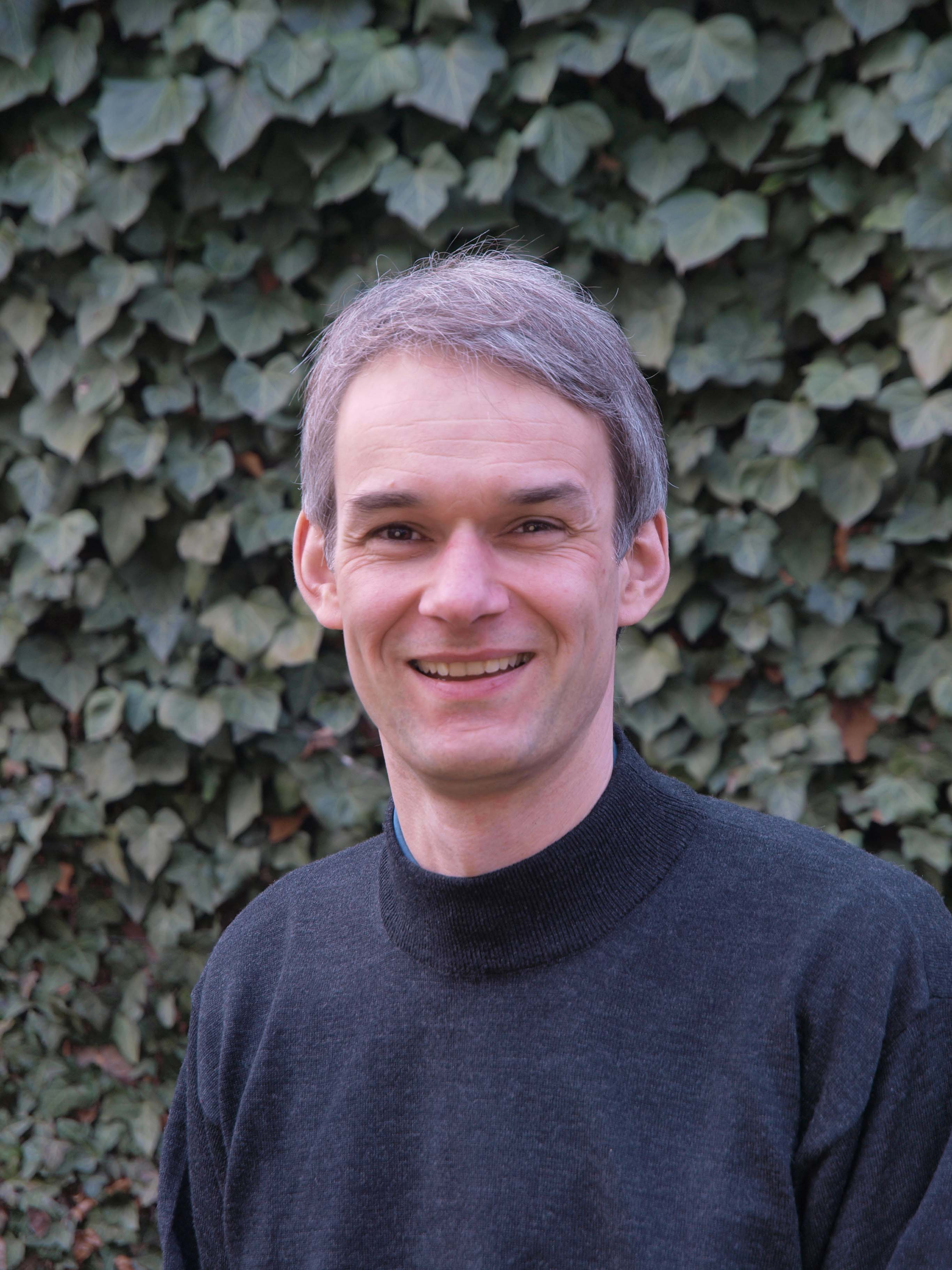
Christoph Nonn (2008)

Christoph Nonn (* 11. Dezember 1964 in Leverkusen) ist ein deutscher Historiker. Er lehrt seit 2002 als Professor für Neueste Geschichte an der Heinrich-Heine-Universität Düsseldorf.

## Leben und Wirken
Nonn studierte von 1984 bis 1989 Geschichte, Anglistik und Politikwissenschaft an den Universität Trier und der University of Warwick, Vereinigtes Königreich. Nach dem Ersten Staatsexamen 1990 wurde er in Trier 1993 bei Wolfgang Schieder mit einer Arbeit über Verbraucherprotest und Parteiensystem im wilhelminischen Deutschland promoviert. Von 1994 bis 2000 war er als Hochschulassistent an der Universität Köln tätig, an der er sich 1999/2000 in Neuerer und Neuester Geschichte habilitierte (Die Ruhrbergbaukrise. Entindustrialisierung und Politik 1958–1969). Anschließend beteiligte er sich als Projektleiter des Zwangsarbeiterfonds der Jewish Claims Conference an der Organisation und Koordination der Auswertung von Wiedergutmachungsakten. 2001/2002 war er Heisenberg-Stipendiat der Deutschen Forschungsgemeinschaft.
Seit dem Wintersemester 2002/2003 ist er als Nachfolger von Kurt Düwell Professor für Neueste Geschichte an der Heinrich-Heine-Universität Düsseldorf. Nonn war Vorsitzender des Brauweiler Kreises für Landes- und Zeitgeschichte und geschäftsführender Herausgeber der Zeitschrift Geschichte im Westen, er ist Mitherausgeber der Düsseldorfer Schriften zur Landesgeschichte und der Kabinettsprotokolle der Landesregierung von Nordrhein-Westfalen.
Nonn veröffentlichte 2009 eine Überblicksdarstellung über die Geschichte Nordrhein-Westfalens. Zwei Jahre später veröffentlichte er eine Migrationsgeschichte von Nordrhein-Westfalen. Im Jahr 2018 erschien von ihm eine Umweltgeschichte von Nordrhein-Westfalen. Außerdem erschien von ihm eine mehrfach wiederaufgelegte Einführung in die Geschichte des 19. und 20. Jahrhunderts.
Im Jahr 2013 legte Nonn die erste biographische Studie zu dem Historiker Theodor Schieder vor. Erstmals wertete Nonn den umfangreichen Nachlass Schieders und viele andere Archivbestände umfassend aus. Bereits auf dem Frankfurter Historikertag 1998 hatte Schieders Rolle im Nationalsozialismus heftige Debatten erzeugt. Durch Nonns Darstellung brach die Debatte erneut aus. Kurz nach Erscheinen der Biographie kam es zu einer Kontroverse zwischen Nonn und Peter Schöttler. Ingo Haar meinte, Nonns Darstellung sei „geschönt statt schön“. Während Haar und Schöttler Schieder als einen „Vordenker der Vernichtung“ sahen, kommt nach Nonn Schieders Studien in der politischen Praxis kein einflussreicher Stellenwert zu. Seine sogenannte „Polendenkschrift“ vom Oktober 1939 war demnach „kein ‚direkter Vorläufer des Generalplans Ost“. Indirekt sei Schieder „aber sehr wohl an der menschenverachtenden und mörderischen NS-Politik beteiligt“ gewesen: „Denn seine Stimme war eine in dem vielstimmigen Chorus, der eine Mentalität schuf, die eine solche Politik legitimierte und radikalisierte.“ Andere Besprechungen würdigten Nonns Biographie als Standardwerk.
Im Jahr 2015 veröffentlichte Nonn eine Biographie über Otto von Bismarck. Nonn ordnet Bismarcks politisches Wirken in den internationalen Kontext ein. Er begreift seine Darstellung als eine „europäisch verstandene Bismarck-Biographie“, die „alternativen Entwicklungspfaden mehr Aufmerksamkeit“ schenke, als das bisher geschehen sei. Sein Urteil über Bismarck ist durchaus kritisch. Er will den Mythos um Bismarck als „großen Mann“ relativieren. Er urteilt in seinem Fazit: „Bismarck war kein Genie. Er war ein begabter Diplomat und als Innenpolitiker leidlich erfolgreich“. Nach Nonn war es „weniger Bismarcks Politik, die den Lauf der Dinge bestimmte. Vielmehr bestimmte der Lauf der Dinge seine Politik“. Denn Bismarck „brachte die Dinge mit auf die Welt, ohne sie gezeugt zu haben“.
Zu der seit 2004 erscheinenden 13-bändigen „Geschichte der Stadt Köln“ steuerte Nonn den 2024 erschienenen elften Band zu Köln während der Weimarer Republik bei.
2025 wurde Nonn zum Mitglied der Nordrhein-Westfälischen Akademie der Wissenschaften und der Künste gewählt.
Nonn lebt mit seiner Frau und zwei Töchtern in Saarburg. 1987 begannen er und seine spätere Ehefrau als Laienschauspieler in einer Theatergruppe von Anglistik-Studenten der Universität Trier. Beide leiten seit etwa 1995 die heute Trier English Drama genannte Truppe. Nonn spielt selbst und führt Regie. Im Durchschnitt werden pro Jahr ein bis zwei Stücke aufgeführt, seit einigen Jahren im Kulturzentrum TuFa in Trier.

## Schriften (Auswahl)
Monographien
- Verbraucherprotest und Parteiensystem im wilhelminischen Deutschland (= Beiträge zur Geschichte des Parlamentarismus und der politischen Parteien. Band 107). Droste, Düsseldorf 1996, ISBN 3-7700-5196-3 (Zugleich: Trier, Universität, Dissertation, 1993).
- Die Ruhrbergbaukrise. Entindustrialisierung und Politik 1958–1969 (= Kritische Studien zur Geschichtswissenschaft. Band 149). Vandenhoeck & Ruprecht, Göttingen 2001, ISBN 3-525-35164-X (Zugleich: Köln, Universität, Habilitationsschrift, 2000).
- Eine Stadt sucht einen Mörder. Gerücht, Gewalt und Antisemitismus im Kaiserreich. Vandenhoeck & Ruprecht, Göttingen 2002, ISBN 3-525-36267-6.
- Antisemitismus. Wissenschaftliche Buchgesellschaft, Darmstadt 2008, ISBN 978-3-534-20085-6.
- Geschichte Nordrhein-Westfalens (= Beck’sche Reihe. Band 2610). C. H. Beck, München 2009, ISBN 978-3-406-58343-8.
- Kleine Migrationsgeschichte von Nordrhein-Westfalen. Greven, Köln 2011, ISBN 978-3-7743-0479-6.
- Theodor Schieder. Ein bürgerlicher Historiker im 20. Jahrhundert (= Schriften des Bundesarchivs. Band 73). Droste, Düsseldorf 2013, ISBN 978-3-7700-1629-7.
- Das 19. und 20. Jahrhundert (= UTB. Band 2942). 3., durchgesehene Auflage. Schöningh, Paderborn 2014, ISBN 978-3-8252-4045-5.
- Bismarck. Ein Preuße und sein Jahrhundert. C. H. Beck, München 2015, ISBN 978-3-406-67589-8.
- Das Deutsche Kaiserreich. Von der Gründung bis zum Untergang (= Beck’sche Reihe. Band 2870). C. H. Beck, München 2017, ISBN 978-3-406-70802-2.
- Umweltgeschichte von Nordrhein-Westfalen. Greven, Köln 2018, ISBN 978-3-7743-0691-2.
- 12 Tage und ein halbes Jahrhundert. Eine Geschichte des deutschen Kaiserreichs, 1871–1918. C. H. Beck, München 2020, ISBN 978-3-406-75569-9.
- Geschichte der Stadt Köln in der Weimarer Republik (= Geschichte der Stadt Köln. Band 11). Greven, Köln 2024, ISBN 978-3-7743-0456-7.[14]

Herausgeberschaften
- mit Tobias Winnerling: Eine andere deutsche Geschichte 1517–2017. Was wäre wenn … Schöningh, Paderborn 2017, ISBN 978-3-506-78788-0.
- Wie Demokratien enden. Von Athen bis zu Putins Russland. Schöningh, Paderborn 2020, ISBN 978-3-506-70445-0.